# 외서초등학교 (경북)
외서초등학교는 대한민국 경상북도 상주시 외서면 가곡리에 있는 공립 초등학교이다.

## 학교 연혁
- 1926년 5월 25일 설립인가
- 1927년 4월 24일 외서공립보통학교(4년제) 개교
- 1937년 3월 13일 6년제 개편 인가
- 1938년 4월 1일 외서공립심상소학교로 개칭[1]
- 1941년 4월 1일 외서공립국민학교로 개칭[2]
- 1963년 9월 9일 봉강분교장 개교
- 1968년 4월 23일 배영국민학교 분리
- 1985년 9월 9일 병설유치원 개원
- 1996년 3월 1일 외서초등학교로 개칭[3]
- 1998년 3월 1일 우서분교장, 배영분교장 본교 편입
- 1999년 8월 31일 우서분교장, 배영분교장 통합
- 2003년 3월 1일 제27대 이정훈 교장 부임
- 2004년 2월 18일 제74회 졸업식(총 4,049명)
- 2016년 2월 12일 제86회 졸업(총4,121명)
- 2016년 3월 1일 초등 4학급, 유치원 1학급 편성
- 2016년 9월 1일 장인숙 교장 부임(제34대)
- 2017년 2월 10일 제87회 졸업(총4,123명)
- 2017년 3월 1일 초등 4학급, 유치원 1학급 편성

## 참고 자료
- 외서초등학교 - 한국교육학술정보원 학교알리미